# Pseudocalotes dringi
Pseudocalotes dringi là một loài thằn lằn trong họ Agamidae. Loài này được Hallermann & Böhme mô tả khoa học đầu tiên năm 2000.